# Cubocephalus armillatus
Cubocephalus armillatus är en stekelart som beskrevs av Walkley 1958. Cubocephalus armillatus ingår i släktet Cubocephalus och familjen brokparasitsteklar. Inga underarter finns listade i Catalogue of Life.